# Strijkkwartet nr. 3 (Villa-Lobos)
Heitor Villa-Lobos componeerde zijn Strijkkwartet nr. 3 in 1916 toen hij ook bezig was zijn Symfonie nr. 1 (Villa-Lobos) te componeren. Dit strijkkwartet wijkt af van zijn voorgangers; de stijl is haast Frans impressionistisch zoals muziek van Claude Debussy. Dat op zich is vreemd aangezien Villa-Lobos’ eerste reis naar Frankrijk pas veel later kwam (1925). De eerste uitvoering was op 12 november 1919 in Rio's Teatro Municipal.
Twee opvallende muzikale thema’s vallen op:
- door het gehele werk is de melodie van Stille Nacht hoorbaar;
- deel 2 de naamgever van dit kwartet; alle instrumenten spelen pizzicato; in dit geval moet dat met beide handen verricht worden in plaats van met een hand; het geeft de klank een springerig geluid (popcorn).

## Delen
1. Allegro non troppo
2. Molto vivo
3. Molto adagio
4. Allegro con fuoco

## Bron en discografie
- Uitgave Briljant Classics : Cuarteto Latinomerocano
- Uitgave Naxos: Danubius Quartet

Strijkkwartet nr. 1 · Strijkkwartet nr. 2 · Strijkkwartet nr. 3 · Strijkkwartet nr. 4 · Strijkkwartet nr. 5 · Strijkkwartet nr. 6 · Strijkkwartet nr. 7 · Strijkkwartet nr. 8 · Strijkkwartet nr. 9 · Strijkkwartet nr. 10 · Strijkkwartet nr. 11 · Strijkkwartet nr. 12 · Strijkkwartet nr. 13 · Strijkkwartet nr. 14 · Strijkkwartet nr. 15 · Strijkkwartet nr. 16 · Strijkkwartet nr. 17